# دياني براون
دياني براون (بالإنجليزية: Diane Brown)‏ هي كاتِبة نيوزيلندية، ولدت في 1951.